# Savina Geršak
Savina Geršak, née à Črna na Koroškem (alors en Yougoslavie) le 29 décembre 1961, est une actrice slovène.

## Biographie
Savina Geršak débute comme mannequin. Elle devient actrice au début des années 1980, soit dans des productions de la Yougoslavie de l'époque, soit en Italie. Elle participe à Comme un diable dans l'eau bénite (Il diavolo e l'acquasanta, 1983) de Bruno Corbucci. Par la suite, elle se spécialise dans es films d'aventure et d'action, avec un rôle de protagoniste. En 1990 elle est la principale actrice féminine du film américain Midnight Ride, réalisé par Bob Bralver, avec Michael Dudikoff, Mark Hamill, et Robert Mitchum. Elle abandonne peu après le monde du cinéma pour se consacrer dans les années 2000 au métier de psychothérapeute à Rome.

## Filmographie

### Cinéma
- 1982 : La mort de monsieur Golouja (Smrt gospodina Goluže), de Živko Nikolić : Anka
- 1983 : Comme un diable dans l'eau bénite (Il diavolo e l'acquasanta), de Bruno Corbucci : Silvana Marangoni
- 1984 : Cudo nevidjeno, de Živko Nikolić : Américaine
- 1986 : Le Loup du désert (Lone Runner), de Ruggero Deodato : Analisa Summerking
- 1987 : Ator, le Guerrier de fer (Iron Warrior), d'Alfonso Brescia : Princesse Joanna
- 1987 : U ime naroda, de Živko Nikolić : Marika
- 1988 : Odpadnik, de Bozo Sprajc : Ema
- 1989 : Afganistan - The Last War Bus (it), de Pierluigi Ciriaci : Linda Cain
- 1989 : Sonny Boy, de Robert Martin Carroll : Sandy
- 1989 : La Morsure (Curse II: The Bite), de Federico Prosperi : Iris
- 1989 : Evil Train (it) (Il treno), de Jeff Kwitny : Sava
- 1990 : Soldat de fortune (Soldier of Fortune (Soldato di ventura)), de Pierluigi Ciriaci : Hamlulu
- 1990 : Terreur sur l'asphalte (it) (Midnight Ride), de Bob Bralver : Lara
- 2021 : Elegija lovora de Dusan Kasalica : Katarina

### Télévision
- 1991 : Pripovedke iz medenega cvetlicnjaka, minisérie télévisée